# リカルド・マヨルガ 対 オスカー・デ・ラ・ホーヤ戦
リカルド・マヨルガ 対 オスカー・デ・ラ・ホーヤ戦（リカルド・マヨルガ たい オスカー・デ・ラ・ホーヤせん）は、2006年5月6日にアメリカ合衆国ネバダ州ラスベガスのMGMグランド・ガーデン・アリーナで開催されたプロボクシングの試合。オスカー・デ・ラ・ホーヤはバーナード・ホプキンスとのミドル級歴史的4団体統一戦に敗れて1年8ヶ月ぶりに復帰してベストウェイトのスーパーウェルター級に戻しての再起しての試合。リカルド・マヨルガは世界2階級制覇を達成しての今回の試合が初防衛戦。限界説が漂う中の試合だったが、ブランクがあると見違えるような試合を見せデ・ラ・ホーヤの劇的な復活を遂げた。イベント名は『デンジャーゾーン(立ち入り禁止エリア)』。この試合はHBOがペイ・パー・ビューで生放送した。『デンジャーゾーン』のキャッチコピーは後に2013年12月14日にサンアントニオアラモドームで行われるエイドリアン・ブローナーVSマルコス・マイダナとの対戦で使用された。

## 試合成立まで
デ・ラ・ホーヤの前回の試合は2004年9月18日にこの試合と同じ会場で行われたWBA・WBC・IBF世界ミドル級スーパー王者バーナード・ホプキンスとの4団体統一戦だったがWBO王者のデ・ラ・ホーヤは手数を駆使して対抗したが、ホプキンスの圧力に屈し、ボディアッパーでキャリア初の屈辱的なカウンテッドアウトで敗れた。対するホプキンスは1993年にIBF王座を獲得してから11年間ベルトを死守し4団体統一した。
デ・ラ・ホーヤや敗北後ゴールデンボーイプロモーションズの社長としてCEOのシェイファーを補佐しながら好カードを提供しトップブランドにしていった。デ・ラ・ホーヤは会見で「いずれ重要な発表があるから待って欲しい」と話し、デ・ラ・ホーヤなりにキャリアプロモーターと並行しながら残りのキャリアを進めていくことを発表した。
2005年にデ・ラ・ホーヤが復帰計画を発表。「かつて王座を統一したスーパーウェルター級に戻る」と話した。復帰に対してデ・ラ・ホーヤにとっては思い入れがある階級だった。
デ・ラ・ホーヤのスーパーウェルター級での試合を振り返ると2001年6月23日にWBC王座をハビエル・カスティリェホとの試合でカスティリェホの強打を封じトーマス・ハーンズとシュガー・レイ・レナードに続く3人目の5階級制覇を達成した。
1年後の2002年9月24日にWBA・IBA王者のフェルナンド・バルガスとの統一戦でバルガスの強打に苦しめられながらも11回にダウンを奪って最後は連打をまとめてのストップ勝ちでWBA王座とIBA王座を吸収した。
2003年5月3日に歴戦の元IBF王者のルイス・ラモン・カンパスと対戦。アウトボクシングを生かしてショートフックを武器にするカンパスを翻弄し得意の接近戦に持ち込ませず、フックとコンビネーションで顔面を切り裂き、タフなカンパスの心を折りセコンドのストップ要請で勝利した(なおカンパスは2016年1月に引退。デ・ラ・ホーヤとの対戦を最後にタイトル挑戦となり表舞台の引導を渡した結果になっている)。
その年の9月13日、シェーン・モズリーと対戦するが3者共113-115の僅か2点差で陥落した。
2006年1月、ゴールデンボーイプロモーションズはデ・ラ・ホーヤとシェイファーCEOを交えて会見を開き、WBC世界スーパーウェルター級王者リカルド・マヨルガに挑戦すると発表した。
マヨルガはウェルター級を制して(WBA王座で)その後WBC王座を吸収するが、IBF王者コーリー・スピンクスに接戦ながらも2度の減点に泣き3団体統一に失敗した。その後デ・ラ・ホーヤとは違いスーパーウェルター級を飛ばしてミドル級に転向したが、元3階級制覇王者フェリックス・トリニダードとのミドル級転向試合でトリニダードの強打を浴びてトリニダードのド派手な復帰ばかり目立ってしまう結果になった。
急激な階級アップを反省したマヨルガはスーパーウェルター級に落とし、元IBF世界ウェルター級王者ミケーレ・ピッチリーロと対戦。技巧派で好戦的なピッチリーロに強打を発揮。一方的な試合展開となり、完封する形で2階級制覇を達成した。
2月に放送するHBOとゴールデンボーイプロモーションズCEOのシェイファーとデ・ラ・ホーヤ、ドン・キングとマヨルガが並んで会見を開くがフェイスオフの時にマヨルガが押す素振りに続きデ・ラ・ホーヤにビンタを振るうとデ・ラ・ホーヤは激昂。あわててキングが止めに入る場面があった。
その後CM撮影の時にデ・ラ・ホーヤがベルトを触ろうとするがマヨルガが手を振りほどき、「俺のベルトに触るんじゃない!俺がチャンピオンだからな!」と語気を強めた。
最初のプレゼンでマヨルガが「バッシュ!」と罵倒。その後ホプキンスに負けたことを取り上げてデ・ラ・ホーヤを挑発。デ・ラ・ホーヤも負けずにマヨルガを非難したが、結局マヨルガがデ・ラ・ホーヤの私生活のスキャンダルと家族を馬鹿にしたためまたしても乱闘騒ぎになり、関係者が引き離し記者会見を打ち切る事態にまでなった（その後の会見でも何度も乱闘寸前まで騒ぎがあった）。
ドン・キングはファイトマネーが低いと撤退すると話したが、双方の代理人との話し合いでファイトマネーを増やすことで合意し、試合にゴーサインを出した。

## 試合
デ・ラ・ホーヤは入場時に「ニカラグア人お断り」の鉢巻をつけて入場。久々の登場とあって前座でメキシコの選手の応援していたメキシコ人とメキシコ系のファンは大歓声でデ・ラ・ホーヤをサポートする。
マヨルガは入場の時にセコンド陣とキングが寄り添う形で入場するがマヨルガが屈指の悪童とあってかメキシコのファンは一斉に大ブーイング。ニカラグアのファンは選手の入場口に陣取り、国旗を振って迎えた。
レフェリーがルール説明をする場面があるが中々双方が集まらず、マヨルガにはコールの時からブーイングがひどくなる一方だった。あきれたレフェリーは簡単に説明するだけで終わり、双方は目線を合わさずグローブをタッチした。
1ラウンドはデ・ラ・ホーヤが丁寧な立ち上がりを見せる一方、マヨルガは予想通りアッパーとフックを振り回し積極的に前に出る。しかしデ・ラ・ホーヤのボディフックからマヨルガの大振りの右フックの打ち終わりを狙い左フックでマヨルガの体を反転させてダウンを奪った。その後はマヨルガがグロッキーになる場面があったが、粘って初回を終えた。
2ラウンドはデ・ラ・ホーヤが打撃戦でも優位に立ち、マヨルガのフックを当てさせない。
3ラウンドはデ・ラ・ホーヤがマヨルガのフックをもらって一瞬ぐらつくがすぐに反撃し失点を最小に留めるなど、優位に立った。
4ラウンドは双方が静かな立ち上がりだったが、マヨルガとデ・ラ・ホーヤが打ち合いになった。デ・ラ・ホーヤが優位な一方、マヨルガはボディアッパーが当たりだした。
5ラウンドはマヨルガがグロッキーになり、ストップ寸前まで追い詰められる場面を作ったがマヨルガがフックを多用して反撃しストップできなかった。
6ラウンドは適切な距離を掴んだデ・ラ・ホーヤが優位に立った。そこで一気にボディの連打からフックを返すとマヨルガは大きくふらつき、連打でダウンを奪った。起き上がるがマヨルガはフラフラしており、ギリギリ続行できる状態だった。その後デ・ラ・ホーヤがチャンスとばかり、バルガスとの統一戦ばりに連打を繰り出し仕留めにかかった。マヨルガはフックを出したのが1度キリで、反撃できず連打を浴びて3度目のダウン。この際レフェリーが割って入ったがデ・ラ・ホーヤを押し倒すハプニングこそあったが、改めてマヨルガの目の前でストップ。デ・ラ・ホーヤが劇的な復活を遂げた。マヨルガはリングドクターの肩を借りてふらつきながらもコーナーに戻った。なおコーナーに上って総立ちのファンの歓声に答える場面はステイプルズ・センターに銅像として建てられた(試合から3年後の2008年に完成)。

## メイン以外の試合カード
- WBCスーパーウェルター級指名挑戦者決定戦・NABO北米スーパーウェルター級王者カシム・オウマvsマルコ・アントニオ・ルビオ

- ライト級10回戦: ホアン・グズマンvsジャビエル・ジャウレギ

- スーパーバンタム級8回戦: ジョナサン・オケンドvsトーレンス・ダニエルズ

- スーパーフェザー級6回戦: サウル・オチョアvsアーロン・ガルシア

- ウェルター級6回戦: ロック・アレンvsファン・エルナンデス

- スーパーライト級4回戦: ホルヘ・パエス・ジュニアvsロウエル・ブロウフィールド